# Терни
Терни (итал. Terni) град је у средишњој Италији. Терни је највећи град и средиште истоименог округа Терни у оквиру италијанске покрајине Умбрија, чије је друго по величини средиште.

## Географија
Град Терни налази се у средишњем делу Италије, на југу Тоскане. Град је смештен 80 км јужно од Перуђе, седишта покрајине. Од престонице Рима град је удаљен 115 км северно.

### Рељеф
Терни се развио у равници реке Нере која је окружена брдима и планинама средишњег дела Апенина. Град се простире на висини од око 130 m.

### Клима
Клима у Терни је измењено средоземна због унутаркопненог положаја града.
| Клима (Терни)              | Клима (Терни) | Клима (Терни) | Клима (Терни) | Клима (Терни) | Клима (Терни) | Клима (Терни) | Клима (Терни) | Клима (Терни) | Клима (Терни) | Клима (Терни) | Клима (Терни) | Клима (Терни) | Клима (Терни) |
| Показатељ \ Месец          | .Јан.         | .Феб.         | .Мар.         | .Апр.         | .Мај.         | .Јун.         | .Јул.         | .Авг.         | .Сеп.         | .Окт.         | .Нов.         | .Дец.         | .Год.         |
| -------------------------- | ------------- | ------------- | ------------- | ------------- | ------------- | ------------- | ------------- | ------------- | ------------- | ------------- | ------------- | ------------- | ------------- |
| Средњи максимум, °C (°F)   | 10,2 (50,4)   | 12,6 (54,7)   | 16,1 (61)     | 19,7 (67,5)   | 24,6 (76,3)   | 28,9 (84)     | 32,7 (90,9)   | 32,2 (90)     | 27,9 (82,2)   | 21,8 (71,2)   | 15,3 (59,5)   | 10,8 (51,4)   | 32,7 (90,9)   |
| Средњи минимум, °C (°F)    | 2,4 (36,3)    | 3,5 (38,3)    | 5,6 (42,1)    | 8,1 (46,6)    | 11,9 (53,4)   | 15,7 (60,3)   | 18,3 (64,9)   | 18,3 (64,9)   | 15,5 (59,9)   | 10,8 (51,4)   | 6,6 (43,9)    | 3,5 (38,3)    | 2,4 (36,3)    |
| Количина падавина, mm (in) | 66 (26)       | 68 (26,8)     | 63 (24,8)     | 65 (25,6)     | 69 (27,2)     | 60 (23,6)     | 26 (10,2)     | 57 (22,4)     | 83 (32,7)     | 102 (40,2)    | 110 (43,3)    | 83 (32,7)     | 852 (335,5)   |
| [ тражи се извор ]         |               |               |               |               |               |               |               |               |               |               |               |               |               |

### Воде
Кроз Терни протиче река Нера, свега пар километара од њеног улива у реку Тибар западно од града.

## Историја
Насеље на месту Тернија постојало је још за време праисторије, а први познати становници били су Сабини. Римљани су ово подручје заузели у 3. веку п. н. е. и основали град под називом „Интерама“ (лат.Interamna), у преведу „између две реке“. Из овог назива настао је данашњи назив града.
На почетку средњег века Терни је дуго био у оквиру државе Лангобарда, поечв од 755. године. После тога град постаје полунезависна државица у оквиру Умбрије, да би крајем средњег века био прикључен Папској држави. Следећих неколико векова Терни остаје у овом стању, али се у граду дешава рана индустријализација повезана са производњом челика.
1870. године Терни је придружен новооснованој Краљевини Италији. Град се нагло развија захваљујући развој индустрије (нарочито производње челика). Међутим, овај погодност показала се као страховит проблем у току Другог светског рата, када је град бомбардован више од 100 пута да би се уништила за рат кључна града индустрије. После рата град је обновљен.

## Становништво
Према резултатима пописа становништва 2011. у општини је живело 113.423 становника.
| 1931.  | 1936.  | 1951.  | 1961.  | 1971.   | 1981.   | 1991.   | 2001.   | 2011.   |
| ------ | ------ | ------ | ------ | ------- | ------- | ------- | ------- | ------- |
| 57.356 | 64.513 | 84.403 | 95.072 | 106.927 | 111.564 | 108.248 | 105.018 | 113.423 |

Прато данас има преко 112.000 становника, махом Италијана. То је 3 пута веће него пре једног века. Током протеклих деценија у град се доселило много досељеника из иностранства, највише Кинеза.

## Привреда
Терни је познат по производњи челика и челичанама.

## Партнерски градови
- Картахена
- Сент Уан
- Праг 8
- Дунаујварош
- Кобе

## Галерија
- Градска катедрала
- Експонати у градском археоошком музеју
- Палата Спада
- Црква св. Фрање